# クリスマスなんて大嫌い!! なんちゃって
「クリスマスなんて大嫌い!! なんちゃって♥」（クリスマスなんてだいきらい なんちゃって）は、クレイジーケンバンドの6枚目のシングル。2002年12月4日発売。発売元はサブスタンス。5th「タイガー&ドラゴン」同日発売。

## 概要
MV監督はKAZUAKI UE。石原涼太郎・上野樹里・津田寛治が出演。振付は西田一生（西田プロジェクト）。

## 収録曲
1. クリスマスなんて大嫌い!! なんちゃって♥(4:25)
作詞：横山剣・松井五郎
作曲：横山剣
編曲：横山剣・小野瀬雅生
2. コマーシャルでス。(1:37)
3. クリスマスなんて大嫌い!! なんちゃって♥(KARAOKE) (4:23)

## 収録アルバム
- オムニバス
  - 『Fantastic Christmas』（2006年11月8日）
  - 『Wonderful Tunes〜Love Winter〜』（2008年12月26日）
  - 『ロマンティック・クリスマス』（2009年11月11日）
- ベスト『クレイジーケンバンド・ベスト 亀』（2010年2月24日）

## タイアップ
- クリスマスなんて大嫌い!! なんちゃって♥：J-PHONE「写メール ワールド」CMソング